# 韦斯卡尔
韦斯卡尔，是西班牙安达卢西亚自治区格拉纳达省的一个市镇。总面积474平方公里，总人口7910人（2001年），人口密度17人/平方公里。这个市镇知名之处在于其曾经与丹麦保持了长达172年之久的战争状态，直至1981年双方才最终签署和平條約而恢复和平。